# Chilumena
Chilumena Jocqué, 1995 è un genere di ragni appartenente alla famiglia Zodariidae.

## Etimologia
Il nome del genere, che è femminile, proviene da una contrazione di chilum e Storena; il chilum è una piccola piastra indurita alla basa dei cheliceri, sotto il clipeo, che in questo genere ha una dimensione notevole, mentre Storena è un altro genere di ragni, eponimo della sottofamiglia Storeninae di cui Chilumena fa parte.

## Descrizione
I ragni di questo genere sono di medie dimensioni (corpo 5-7 mm), e caratterizzati da una profonda reticolazione del carapace, e dalla pronunciata concavità del clipeo in cui viene accomodato il chilum. Il genere Chilumena sembra essere strettamente correlato al genere Storosa (con cui condivide il chilum raddoppiato e la struttura dei pedipalpi), mentre la reticolazione è simile a quella del genere Zillimata.
Il prosoma delle specie di Chilumena è marrone rossastro, mentre le zampe sono leggermente più pallide; l'opistosoma è color seppia, con un motivo semplice più chiaro.

## Tassonomia
Il genere contiene due sole specie, entrambe diffuse in Australia:
- Chilumena baehrorum  Jocqué, 1995
- Chilumena reprobans Jocqué, 1995